# Certi sogni si fanno
Certi sogni si fanno è un EP della cantante italiana Romina Falconi pubblicato il 10 febbraio 2014 da JLe Management in download digitale.

## Tracce
1. Sotto il cielo di Roma – 4:34
2. Il mio prossimo amore – 3:46
3. Stupida pazza – 3:44
4. Mi trovi qui – 3:28
5. Certi sogni si fanno – 4:24

Durata totale: 19:56